# Johannes Zwicky
Johannes Zwicky (født 28. juli 1992) er en fodboldspiller, der spiller for den danske 1. divisionsklub Brønshøj. Johannes Zwicky spiller målmand.

## Karriere

### Brønshøj Boldklub
Johannes Zwicky kom til Brønshøj fra Boldklubben FIX i 2011, og har stadig sin førsteholdsdebut til gode efter først at have været 3. målmand i klubben, men efter Tørnes lejeaftale udløb blev forfremmet til reserve for Nicklas Dannevang.